# Łąck
Łąck (vom 20. 11. 1939 wurde der Ort vom Deutschen Reich beansprucht und hieß Lack, von 18. Mai 1943 bis 1945 dann Lonsch) ist ein Dorf und Sitz der gleichnamigen Gemeinde im Powiat Płocki der Woiwodschaft Masowien, Polen.

## Geschichte
Im Jahr 1371 genehmigte Herzog Siemowit III. die Gründung des Dorfes Łącko, nach deutschem Recht, der Ort gehörte den  Prämonstratensern von Płock.
Nach einem Aufstand im Januar 1863 wurde Łącko von den zaristischen Behörden beschlagnahmt und an Mikołaj Fuhrman, den Hofjäger des Zaren, übergeben.
Im letzten Viertel des 19. Jahrhunderts erlebte die Stadt eine Blütezeit. In den Jahren 1872–1873 wurde am See ein Palast im Neorenaissance-Stil errichtet (im Besitz von Mikołaj Fuhrman). Im Jahr 1884 gab es im Dorf ein Gemeindeamt, eine Grundschule, eine Brennerei und eine Käserei, dazu eine  Parkanlage und die Schlosskapelle. Ende des 19. Jahrhunderts entstanden Gebäude der Forstinspektion, ein Trockenraum und ein Zapfenlager sowie  Gestütsgebäude.
Im Jahr 1923 befand sich am westlichen Rand des Parks ein Gestüt. In den Jahren 1938–39 war der Palast die Sommerresidenz von Marschall Edward Rydz-Śmigły.
In den Jahren 1975–1998 gehörte die Gemeinde administrativ zur Woiwodschaft Płock. Im Dorf war der Staatliche Landwirtschaftsbetrieb Staatliche Hengstherde von Łąck tätig, seit 1995 unter dem Namen Stado Ogierów w Łąck Sp. z o.o.

## Kultur
Seit 2006 findet im Ort jedes Jahr ein regionales Folklore-Festival statt.

## Religion
In der Gemeinde gibt es eine römisch-katholische Kirche  Unsere Liebe Frau von Tschenstochau, sie ist eine Filialkirche der Pfarrei St. Valentin in Korzeń Królewski-Podlasie.

## Gemeinde
Zur Landgemeinde (gmina wiejska) Łąck gehören folgende Ortschaften mit einem Schulzenamt (sołectwo):
Antoninów-Korzeń Rządowy
Grabina
Korzeń Królewski-Podlasie
Koszelówka
Kościuszków-Władysławów
Ludwików
Łąck
Matyldów
Nowe Rumunki
Sędeń Duży
Sędeń Mały
Wincentów
Wola Łącka
Zaździerz
Zdwórz
Zofiówka
Ein weiterer Ort der Gemeinde ist Łąck (osada leśna).